# デジモンアドベンチャー Vテイマー01
『デジモンアドベンチャー Vテイマー01』（DIGIMON ADVENTURE V-Tamer 01）は原作：井沢ひろし、漫画：やぶのてんや、監修：本郷あきよしで『Vジャンプ』の1999年1月号から2003年10月号まで連載されていた漫画である、デジモンシリーズの漫画作品。通称：『Vテイマー01』。

## 概要
アニメ『デジモンアドベンチャー』が始まる数ヶ月前に始まり、その後5年間ほど続いた作品であり、長期に渡ってデジモンと関わり続けた。
メディア展開したデジモンの中で、この作品ならではの特徴として、一部のデジモンに種族名以外の進化しても変わらない固有名が付いていたり、進化退化が激しいアニメ作品と違って、基本的には一度進化したら退化しない（一部例外はある）など、デジモン本来の設定に近い設定が根付いている。
本作品の主人公である八神太一（通称・漫画版太一）はアニメ『デジモンアドベンチャー』の主人公である八神太一と同姓同名でありデザインも同じだが、これは両者が存在する世界を異にする（パラレルワールド上の）同一人物であるためである。これはマンガ版とアニメの開始時期が一致したためキャラクターデザインを東映アニメーションのスタッフとの共同で行ったことに起因している。
当初は両作品に何らかの整合性を持たせる予定だったが、経緯は不明だが整合性が上手く付かない事態になり、アニメ版の続編である『デジモンアドベンチャー02』の主人公である本宮大輔を登場させる番外編を描くにあたり、二つの世界をパラレルワールドとする大胆な解決策を打った。
その後、読み切りでワンダースワン用ソフト『ブレイブテイマー』の主人公である秋山遼、アニメ『デジモンフロンティア』の主人公である神原拓也とも共闘している。
当初はオールカラーだったが、中盤からは扉絵のみカラーで本編は一色刷りになった。
『Vジャンプ』2020年7月号にはアニメ『デジモンアドベンチャー:』の放送開始を記念して新作読切「～新たなる勇気～」を掲載。本作品の八神太一と『アドベンチャー:』の八神太一が共演する作品となる。

## ストーリー
ゲーム機にプログラムされていないデジモン・ブイドラモンを育てた主人公・八神太一はホーリーエンジェル城の主・ホーリーエンジェモンによってデジタルワールドのフォルダ大陸へと召喚されてしまう。そこでは超究極体の復活を企むデーモンによって平和が脅かされていた。デーモンの野望を打ち砕くためには大陸中に散らばるVテイマータグを集めなくてはならない。かくして太一とゼロマルの100%コンビの冒険が始まった。

## 登場人物

### 主要人物
八神 太一（やがみ タイチ）
本作品の主人公。ホーリーエンジェモンによりデジタルワールドに召喚された小学5年生。
銀色のデジヴァイス01を持つ勝率100%の自称100%テイマー。頭の回転も速く、不利な状況や戦力差を的確な指示や作戦によって覆す頭脳派。トレードマークのゴーグルは祖父の戦友の形見である。底抜けに明るくなにか嬉しいことがあると、よくゼロと腕を組んで歌いながら踊っている。アニメなどと異なり名はほとんど片仮名で表示される。
読切「～新たなる勇気～」では小学6年生になっていた。
ゼロマル
太一に育てられたデジモン。普段は「ゼロ」と呼ばれている。犬扱いされたり太一を馬鹿にされると強い怒りを見せる。
プログラムに無い謎の種族とされていたが、その実態は古代種と呼ばれるオーバーライトの激しい種族で、感情が高ぶると強烈な力を発揮できる。ただし、その代償として寿命が短いとされている。
初登場時は成熟期のブイドラモンだったが物語の進行と共に完全体のエアロブイドラモン、究極体のアルフォースブイドラモン、そしてアルフォースブイドラモン超究極体（フューチャーモード）へと進化していく。
ブイドラモンの時はあくまで太一の作戦が無いと完全体以上とは渡り合えなかったが、エアロブイドラモンへ進化した後は、究極体をパンチ二発で倒すなど、能力的にも進化段階が一段上のデジモンとも互角以上になっていった。
エアロブイドラモンの時から、0と1を再生する聖なるオーバライト『アルフォース』の片鱗を見せ始め、アルカディモン超究極体との戦いで禁断技のドラゴンインパルスを使った反動で身体が砕け散った際に、『アルフォース』の力で再生し究極体へと進化した。
ブイドラモン
成熟期。必殺技はVブレスアロー、VブレスアローMAX
エアロブイドラモン
完全体。必殺技はブレスアロー、Vウイングブレード、風の守護壁（ウインドガーディアン）、マグナムクラッシュ、ドラゴンインパルス
アルフォースブイドラモン
究極体。必殺技はアルフォースセイバー、テンセグレートシールド、シャイニングVフォース
アルフォースブイドラモン（フューチャーモード）
超究極体。
ガーボ
ホーリーエンジェモンに仕えるガブモン。太一たちの旅に水先案内役として同行する。通称・ガー坊。基本的にはお気楽コンビである太一とゼロのつっこみ役。ただ終盤では諦めの境地に達した模様。

### ホーリーエンジェル城
ホーリーエンジェモン
ホーリーエンジェル城の主で太一とゼロをデジタルワールドに召喚した。普段は周囲の平穏を乱さないように力を抑えているが、究極体セラフィモン・ドミニモンへと進化が可能。
レオ
ホーリーエンジェル城の戦闘隊長。成長期のデジモンを鍛え戦力に加えている。初登場時はレオモンだが、のちに完全体のパンジャモン、究極体のレグルモンへと進化する。
ゲコビッチ
ホーリーエンジェル城のトノサマゲコモン。語尾に「～ゲコ」とつけて喋る。
イガモン
ホーリーエンジェル城の密偵。太一たちへの伝令役として活躍。登場時はスターモンと同一視され「あんな目立ちたがり屋と一緒にしないでもらいたい!」と言っていた。古風な口調で語尾に「～でござる」を付ける。また彼の台詞のみ字体が異なる。

### デーモン軍
デーモン
伝説の存在・超究極体の復活を目論み、デジタルワールドと人間界の両世界の支配を企む魔王型デジモン。
デジタルワールドの基本原理である0と1の配列を操る力を持つ。アルカディモンに喰われたかに見えたが、それを逆に利用してアルカディモンの0と1の配列を内部から改ざんし同化吸収、自身を超究極体とした。最期は超究極体へと進化したゼロに敗れる。
アルカディモン
デーモンによって復活させられ、ネオに育てられた圧倒的な力を持た超究極体。相手を喰らうことで進化を続け、最終的にはデジメンタルの力により超究極体に進化する。
エテモンキー
デーモンの部下のエテモン。太一たちを監視していたが、ネオによって削除（デリート）される。
デーモン軍に属しているが、それは人間界に行き人間の子供たちと一緒に遊ぶチャンスを得るためで、人間と本気で争う気は無かった。
トリケラモン
大地のタグを守っていた刺客。頑強な肉体と圧倒的なパワーが武器の正統派。本来は穏やかな性格だがデーモンに操られていた。
マリンデビモン
蒼海のタグを守っていた刺客。水中での戦闘で地の利があったが防御力の低さを突かれ敗れる。
ヴァンデモン
幻夢のタグを守っていた刺客。悪夢の毒電波で多くのデジモンたちを操り、タイチとゼロのコンビネーションを破壊しようとした。
メタルグレイモン
鋼帝のタグを守っていた刺客。以前は現実世界でネオに育てられていたグレイモンだったが、クズとして消去された過去を持つ。
デジタルワールドで再び出会えたネオに最期まで盲従していたが、データ採取のために体がボロボロになるまで戦わされたあげく最終的に『鉄クズ』として抹消された。
ジュレイモン
天空のタグを守っていた刺客。単独で闘うことは無く、クワガーモンとコカトリモンのジョグレス体メガドラモンとのトリプルジョグレスを経て究極体デスモンに進化したが、完全体に進化したゼロの前に敗れた。

### 彩羽兄妹とその関係者
彩羽 ネオ（さいば ネオ）
年齢 - 13歳
誕生日 - 1月8日
デーモンによって超究極体育成のため召喚された黒いデジヴァイス01を持つ天才テイマー。レイの兄であり、現実世界では圧倒的で無敗を誇る凄腕のテイマーだったが、太一と引き分けたことを屈辱として太一に勝つことだけに執着する。
普段は冷静沈着な性格をしており、徹底した非情にして冷酷な合理主義者でパートナーの心理には見向きもせず、自分を邪魔する者たちを平気で抹消している。作中ではアルカディモン誕生まで固定のパートナーデジモンはおらず、デーモン軍配下の成熟期・完全体のデジモンを2体同時に引き連れ、またジョグレス進化させる戦術を取っている。
妹が事故にあったことをきっかけに現実世界を憎み、屈折した形で理想郷を作り上げようとデーモンを利用してアルカディモンを育成するが、最初からデーモンに利用されていただけに過ぎなかった。
口癖は「それ以上でも、以下でもない」。黒いデジヴァイス01を2つ所持し合体と分裂を繰り返す「無限ジョグレス」という戦法を作り上げた。
彩羽 レイ（さいば レイ）
年齢 - 11歳
誕生日 - 5月28日
物語の中盤、天空樹でのバトルの衝撃で生じた空間の歪みによって現実世界から迷い込んだ少女。当初はデジモンを怖がっていたが、ゼロに助けられたことから認識を変え太一たちの旅に同行する。
ネオの妹であり、現実世界では交通事故によって足が不自由になっており、その事件がネオを歪ませる原因となった。なお、デジタルワールドでは歩けるようになっているが、代わりに感覚は失っている。
カリスモン
ネオに仕える究極体。既存のモンスターであるグリズモンに、アルカディモンのパワーデータを入力された人造（ゲノ）デジモン。従来のゼロの能力を完全に超えており、レイの確保を妨害したゼロを圧倒。しかし、オメガモン戦後のパワーアップに体が馴染んだゼロに技を全て破られ惨敗する。
ネオデビモン
カリスモン同様にネオによって改造を施されたデビモン。完全体ではあるが、基本的に雑兵のため単体の戦闘力はさほど高くない。
シグマ
年齢 - 13歳
誕生日 - 2月4日
ネオが超究極体の育成に専念するために呼び出した3人のテイマー、エイリアスIIIの一人。ネオの思想に賛同する、ネオの分身（エイリアス）の如き存在。
常に仮面を被っていて、会話はキーボードと襟のスピーカーを使って行っている。相手のコマンドを全て把握できる仮面広場（マスクズ・スクエアー）で太一たちを苦しめた。級友から友達を装って良いように利用された過去を持つ。ゼロとのバトルでピエモンが倒されそうになった際に仮面の下半分が砕け、自身の声で話すようになる。
ピエモンを犠牲にされたことをきっかけに秀人とともにネオから離反。後にアルカディモンのデータを解析し、ドットマトリックスの正体を掴む。
作中のテイマーでは唯一デジヴァイスを使用しておらず、ピエモンへのコマンドも手持ちのキーボードで行っている。
ピエモン
シグマのパートナー。シグマと共に作り出した仮面広場（マスクズ・スクエアー）で、自分やトランプソードを自在に転移させゼロを苦しめるが、太一の作戦とゼロとの絆の前に敗れる。ゼロに敗れた後、アルカディモンの最初の餌食となってしまい、死亡。
豪徳寺 マリ（ごうとくじ マリ）
年齢 - 14歳
誕生日 - 10月25日
ネオが超究極体の育成に専念するために呼び出した3人のテイマー、エイリアスIIIの一人。ネオの思想に賛同する、ネオの分身（エイリアス）の如き存在。
ネットアイドル。どこか抜けた面を持つテイマーとして太一たちの前に現れたが、本来の性格は狡猾な策士であり、策略によってホーリーエンジェル城を制圧しに向かうネオをアシストした。
敗北後もシグマ、秀人を伴って太一と再戦するつもりでいたが、自分たちのバトルがデジメンタルへのエネルギー充填のためでしかないことをネオに突き付けられ離反。
作中では唯一、デジタルワールド内で衣装を変えている。
ロゼモン
マリのパートナー。マリと共に策略でゼロたちを巧みに足止めした。イガモンの行動によってゼロに敗れる。後にオメガモンと共にアルカディモンと戦い、アルカディモンの左腕を命と引き換えに千切り、死亡。
藤本 秀人（ふじもと ヒデト）
年齢 - 13歳
誕生日 - 8月19日
ネオが超究極体の育成に専念するために呼び出した3人のテイマー、エイリアスIIIの一人。ネオの思想に賛同する、ネオの分身（エイリアス）の如き存在。
ネオの同級生。地元では最強のテイマーだったが、転校してきたネオに敗北したことからネオ、そしてレイとは仲の良い友人となる。しかし、レイの事故をきっかけにその関係が壊れる。その後ネオによってデジタルワールドに召喚され、彼の下で「あのころを取り戻す」ために戦う。絵が下手。
太一と戦い敗れた後、自分の考えの間違いに気付きネオの説得を試みるも自分たちのバトルがデジメンタルへのエネルギー充填のためでしかないことをネオに突き付けられ離反。その後はホーリーエンジェモンたちとともに最終決戦まで戦う。
ネオ同様デジヴァイス01を2つ所持し「無限ジョグレス」が出来る。
オメガモン
秀人のパートナー。ウォーグレイモンのオーグとメタルガルルモンのメルーガのジョグレス体。自分を見失ったヒデトを諌めるため、ゼロの技をあえて受け敗れる。
アルカディモンとも交戦するが終盤まで生き残り、太一にドットマトリックス攻略のヒントを与える。

### その他の人物
パル&プル
デーモン城に住むキツい性格の姉とトロい弟のプチマモンの姉弟。ネオのサインを貰うべくネオの部屋に忍び込むが、成り行きでレイに協力し、太一たちの味方になる。
ゴン
蒼海のタグの周辺の村に住むゴマモン。マリンデビモンとの戦いのあとイッカクモンに進化した。
ホエーモン
デジタルワールドを救うワクチンに追加プログラム（デジヴァイス01）を与える使命を帯びたデジモン。デジヴァイス01を太一に与えた後、寿命が尽きてデジタマへと還った。

## 用語
フォルダ大陸
本作品の冒険の舞台。ファイル島の北西部にある巨大な大陸。
ホーリーエンジェル城
ホーリーエンジェモンの城。東京国際展示場のような外観をしている。
デジヴァイス01
データの送受信などが可能な携帯コンピュータ。コマンドのアップリンクや、デジモンや物体のスキャン能力を持つ。デジヴァイスも参照のこと。
太一はホエーモンから「追加プログラム」として得た。ネオやヒデトやマリも、入手経路は不明だが所持している。基本的に腕に装着するタイプだがマリのデジヴァイスは手に持つタイプになっている。
二体以上のデジモンを扱うネオやヒデトは両腕に付けており、これを用いて二体以上のデジモンを合体させるジョグレス(JOGRES)や、両腕を交差させることでジョグレスで生まれたデジモンを元の二体に分離させるパーティション(PARTITION)（分裂）などを行っている。さらにこれらを繰り返す無限ジョグレスがある。
Vテイマータグ
かつてデジタルワールドの創造主が住んでいた城を人間が潜り抜けるためのタグ。大地・蒼海・幻夢・鋼帝・天空の5つからなる。
デジメンタル
超究極体への進化を可能にするアイテム。テイマーの操る究極体レベルのデジモン同士の戦闘によって生じたエネルギーを蓄積する。『デジモンアドベンチャー02』に登場するものとは完全に別物。人間の正しい想いによってしか働かない。
オーバーライト
デジモンの感情の変化を表すための構成データの書き換えのこと。
古代種は気性が荒いためその書き換えが特に激しく、運動能力が大幅な上昇することもあるが、頻繁に激しく書き換えられることはデジモンの寿命を大きく縮める。
オーバーライトにはデジモンの強い大切なものを想う気持ちや喜びや楽しみなどで発生し、強力な回復能力や進化を促す聖なるオーバーライト「アルフォース」も存在する。
古代種
古代からデジタルワールドに存在していた種で気性が荒く、オーバーライトが激しい。
そのために寿命が短く、完全体以上に進化することは非常に困難であり、完全体に進化した古代種は幻の存在となっており、究極体に進化した古代種は古文書の記録にも残っていない。
『デジモンアドベンチャー02』にも古代種が登場するが、あちらは人間と特殊な繋がりを持ったパートナーデジモンである特殊な存在であるため、古代種としての特性に差があるかは不明。
超究極体
世界の生態系のバランスを崩すほどの能力を持ち、通常の進化で育った場合、人間には制御不可能な怪物になるという存在。
通常の進化で超究極体に達することが出来るのはアルカディモンのみだが、アルカディモンを吸収することでデーモン、デジメンタルを使うことでゼロもこの進化体へと到達した。
他のメディアで『超究極体』の言葉が使われることがあるが、Vテイマー01における「超究極体」とは意味合いが違う場合がほとんどである。

## コミックス
- Disc-1・100%テイマー!!（1999年12月8日発売、ISBN 4-08-806017-2）
- Disc-2・もう一人のテイマー（2000年6月7日発売、ISBN 4-08-806019-9）
- Disc-3・Butter-Fly（2001年3月7日発売、ISBN 4-08-806021-0）
- Disc-4・ネオ進撃!!（2001年6月9日発売、ISBN 4-08-806022-9）
- Disc-5・伝説の力デジメンタル（2001年11月2日発売、ISBN 4-08-806024-5）
- Disc-6・VSオメガモン（2002年7月4日発売、ISBN 4-08-806025-3）
- Disc-7・デーモン城へ（2002年12月4日発売、ISBN 4-08-806028-8）
- Disc-8・ひとつながりの勇気（2003年4月4日発売、ISBN 4-08-806030-X）
- Disc-9・聖なる光アルフォース（2003年11月4日発売、ISBN 4-08-806032-6）